# Ján Zachara
Ján Zachara est un boxeur tchécoslovaque né le 27 août 1928 à Trenčín et mort le 2 janvier 2025 à Nová Dubnica.

## Biographie

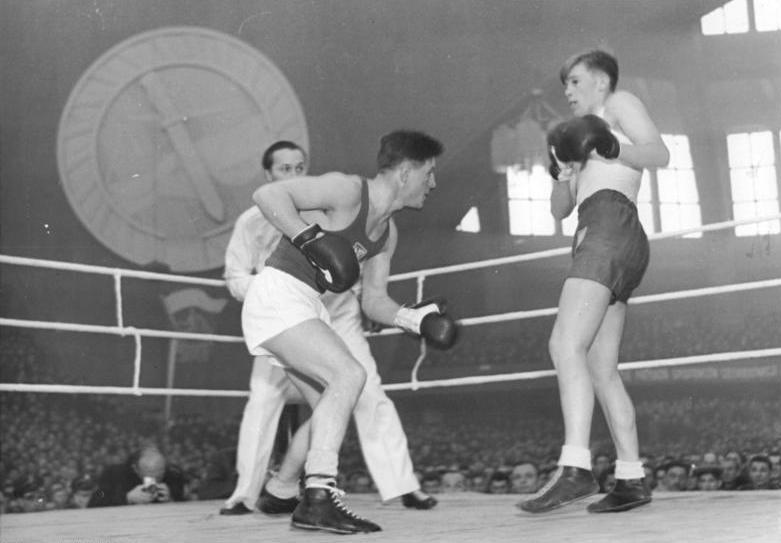
Ján Zachara (à gauche) contre Leszek Drogosz le 4 juillet 1952.

### Carrière

#### Champion olympique en 1952
Ján Zachara devient champion olympique des poids plumes pour la Tchécoslovaquie aux Jeux d'Helsinki en 1952 en s'imposant en finale contre l'Italien Sergio Caprari.

#### Jeux olympiques de 1956
Aux Jeux de Melbourne en 1956, il est éliminé en quarts de finale des poids plumes par le Finlandais Pentti Hämäläinen.

## Palmarès olympique
Jeux olympiques d'été de 1952 à Helsinki (poids plumes) :
- Bat Åke Wärnström (Suède) 3-0
- Bat Su Bung-Nan (Corée du Sud) 3-0
- Bat János Erdei (Hongrie) 2-1
- Bat Leonard Leisching (Afrique du Sud) 2-1
- Bat Sergio Caprari (Italie) 2-1

## Distinction
Il reçoit l'ordre olympique en argent en 1996.